# 歌川廣重
歌川廣重（日语：／ Utagawa Hiroshige，1797年—1858年10月12日）是日本浮世繪畫家。

## 生平
出身於江戶（现东京）的一個消防員家庭，1811年他在江户成为浮世绘大师歌川丰广的学生。他于1833～1834年间的55幅风景画系列《东海道五十三次》确立了他作为有史以来最受欢迎的浮世绘画家之一的地位。由于对他的人物风景画需求太多，大量制作降低了风景画的品質。他创作了5000多幅画，还从他的一些木刻作品上复制出了1万幅。他的天赋最先被西方的印象派和后印象派画家认同，广重也从他们那里受到了很大的影响。
歌川廣重的風格較為親民、清麗，而有小品風範，在日本當時，是民間家喻戶曉的知名畫家。他的作品主要皆為風景繪，可以歸類到日本浮世繪中的名所繪類別，他把江戶所有熟悉的一草一木都劃進畫布當中，像是神田染屋。
在1830年代，他開始畫更多各式各樣的自然風景，在當時的江戶興起一股遊賞風氣，可能跟當時政治背景相關，因為文人在仕途上的不得意，所以文人們開始會到寺廟/茶舍進行參拜。

## 歌川廣重的繪畫風格

### 寓人手法
雖然主要的繪圖主題是風景，但他會在畫面上加入小人物的日常生活描繪，增添畫面的生動感。

### 四季情景的描繪
這是他所擅長的表現手法，利用明暗、陰暗等技巧的呈現，可以在他的作品中感受到季節轉換的感覺。

## 作品
- 《東海道五十三次》（錦繪、55幅）
- 《金澤之月夜》、《阿波之鳴門》、《木曾雪景》（大錦繪各3幅）
- 《金澤八景》（8幅）
- 《京都名所》、《浪花名所》（各10幅）
- 《近江八景》
- 《江戶近郊八景》
- 《東都名所》
- 《富士三十六景》
- 《六十余州名所圖會》（70幅）
- 《木曾街道六十九次》
- 《甲陽猿橋》、《富士川雪景》（直立各2幅）
- 《名所江戶百景》（大型直立118幅和封面1幅）
  - 《大橋安宅驟雨》
- 《繪本江戶土產》（插繪）

東海道五十三次
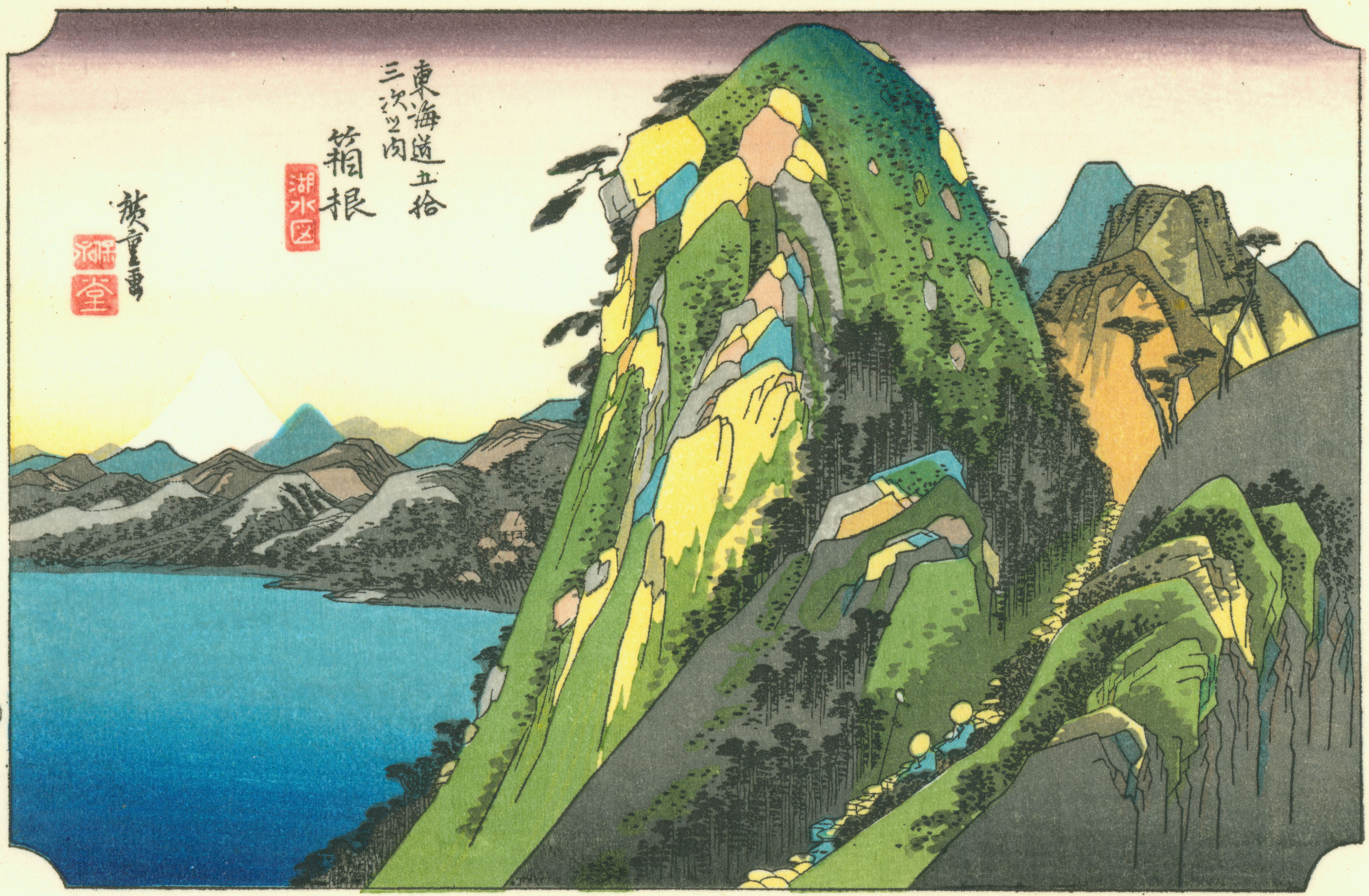
箱根 湖水圖
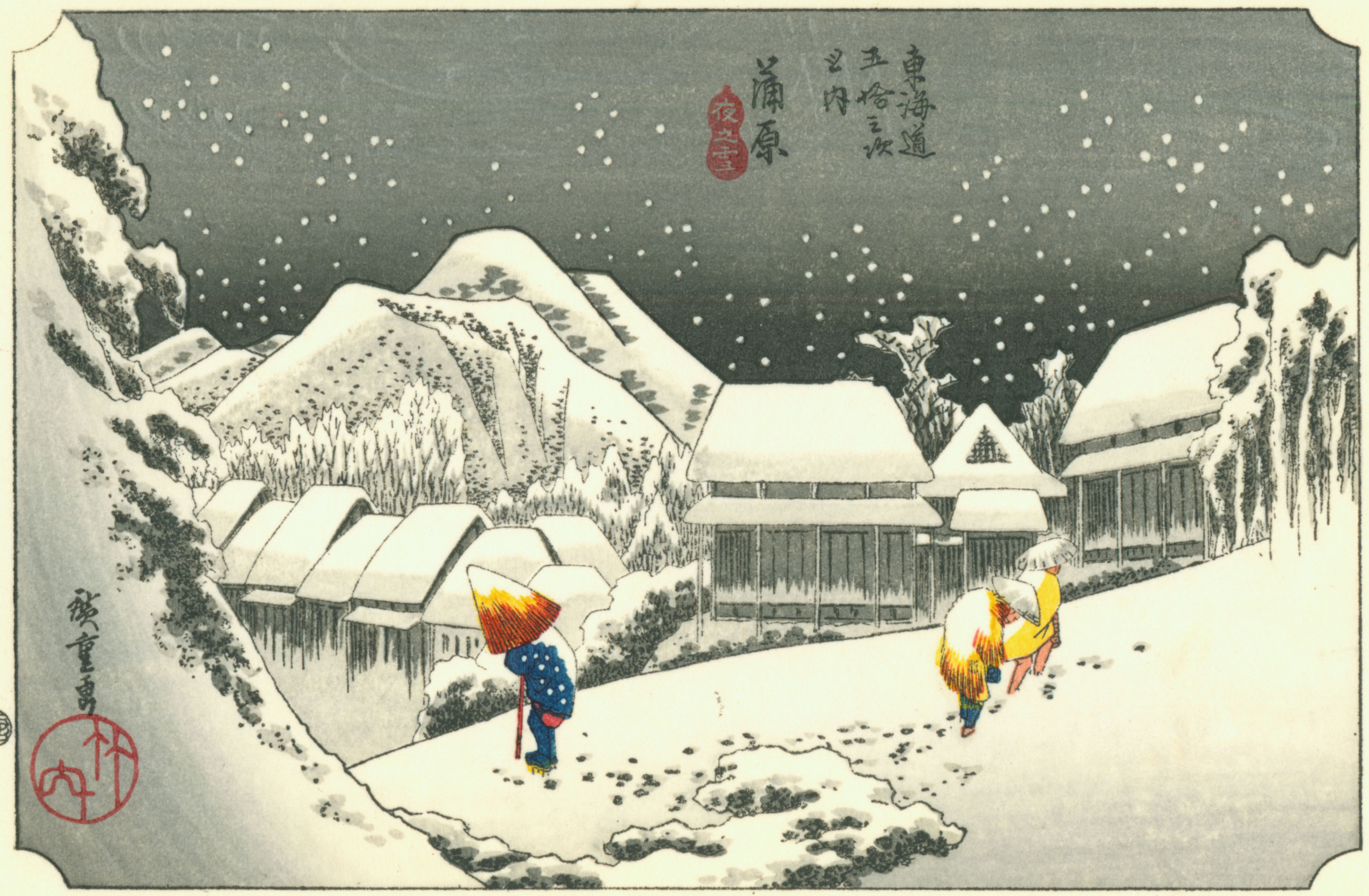
蒲原 夜之雪
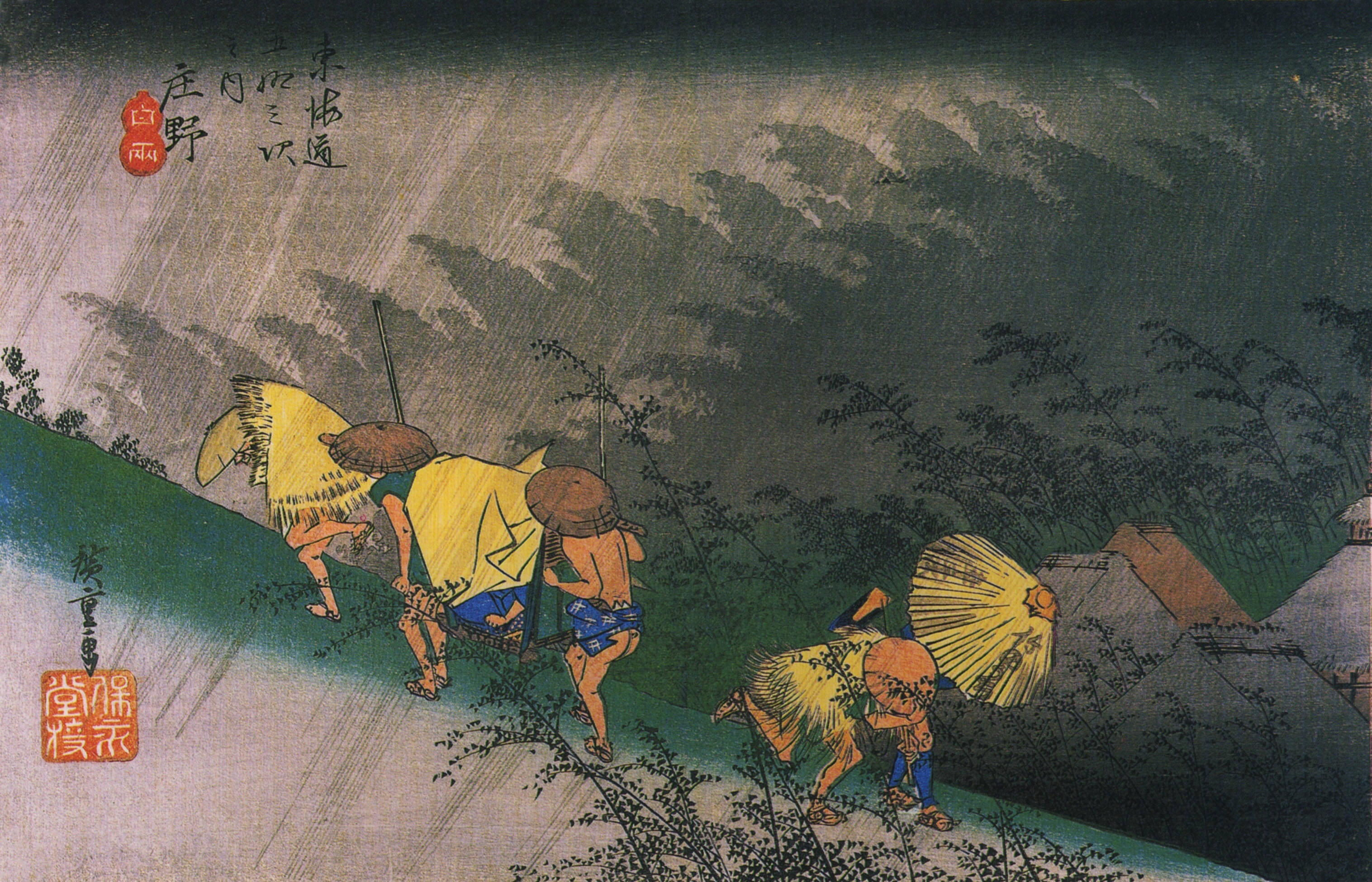
庄野 白雨

### 特色
1. 在東海道五十三次的作品系列，他善用寫生筆法，加入寓人手法，把各種從事活動的小人物都融入他的畫中。
2. 近江八景：在滋賀縣內所繪的八幅風景圖